# Quesnel
Quesnel – miasto w Kanadzie, w prowincji Kolumbia Brytyjska.